# Nelson Onmura
Nelson Onmura (16 de julio de 1958) es un deportista brasileño que compitió en judo. Ganó una medalla de plata en los Juegos Panamericanos de 1987 en la categoría de –65 kg.

## Palmarés internacional
| Juegos Panamericanos | Juegos Panamericanos          | Juegos Panamericanos | Juegos Panamericanos |
| Año                  | Lugar                         | Medalla              | Categoría            |
| -------------------- | ----------------------------- | -------------------- | -------------------- |
| 1987                 | Indianápolis (Estados Unidos) | Medalla de plata     | –65 kg               |